# John Chiedozie
John Okechukwu Chiedozie (Owerri, 18 aprile 1960) è un ex calciatore nigeriano, di ruolo centrocampista.

## Biografia
Si trasferì a Londra dalla Nigeria nel 1973, all'età di 13 anni.
Suo figlio Jordan è a sua volta stato un calciatore professionista.

## Caratteristiche tecniche
Era un'ala dotata di ottima velocità, anche se spesso in fase di finalizzazione mostrava delle lacune.

## Carriera

### Giocatore
Nell'aprile del 1977 si aggrega alla rosa del Leyton Orient, club della seconda divisione inglese, dove si impone fin da subito nella formazione titolare nonostante la giovane età, mettendo a segno 20 reti in 145 partite di campionato in poco più di quattro stagioni, tutte in seconda divisione. Nell'estate del 1981 viene ceduto per 600000 sterline (all'epoca la cessione più remunerativa nella storia del Leyton Orient) al Notts County, club neopromosso in prima divisione: gioca con le Magpies per tre stagioni consecutive in questa categoria, fino alla retrocessione in seconda divisione maturata al termine della stagione 1983-1984, per un totale di 110 presenze e 15 reti in partite di campionato. Nell'estate del 1984 il Notts County, bisognoso di liquidità dopo la retrocessione in seconda divisione, cede Chiedozie per 375000 sterline al Tottenham, altro club di prima divisione, in cui il calciatore nigeriano gioca fino al termine della stagione 1987-1988: con gli Spurs è però in realtà sostanzialmente una riserva, e collezione 53 presenze e 12 reti in partite di campionato nell'arco di quattro stagioni. La sua permanenza al club, in cui tra tutte le competizioni ufficiali gioca 75 partite, è comunque condizionata anche da dei ricorrenti infortuni che gli impediscono di giocare con continuità (si ruppe anche una gamba, perdendo più di un'intera stagione per questo infortunio). Nell'estate del 1988 il Tottenham lo cede gratuitamente al Derby County, altro club di prima divisione, in cui comunque Chiedozie non riesce più a scendere in campo con regolarità: rimane infatti ai Rams fino al gennaio del 1990, quando dopo 2 sole presenze viene svincolato. Sempre nel gennaio del 1990 fa ritorno con un provino al Notts County, nel frattempo retrocesso in terza divisione, ma dopo averlo anche schierato in campo in una partita di campionato, il club decide di non tesserarlo con un contratto. Si accasa comunque per il resto della stagione al Chesterfield, club di quarta divisione, con cui gioca 7 partite di campionato. Si tratta di fatto della sua ultima esperienza ad alti livelli: si ritira infatti nel 1992, all'età di 32 anni, ma dopo aver giocato per due stagioni a livello semiprofessionistico rispettivamente con Barking e Bashley.

### Nazionale
Ha giocato 9 partite nella nazionale nigeriana.